# Departamento judicial de Zárate-Campana

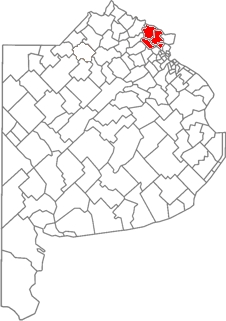
Departamento judicial de Zárate - Campana.

El Departamento judicial de Zárate - Campana es uno de los 18 departamentos judiciales en los que está dividida la Provincia de Buenos Aires, Argentina.
Abarca el territorio de los partidos de Campana, Escobar, Exaltación de la Cruz y Zárate, en un área de 490,960 habitantes (Indec, 2010).
En él intervienen los Fuero Penal, Fuero de Familia, Fuero Civil, Fuero de Menores y Fuero Laboral.
Los tribunales se encuentran en las ciudades de Zárate y Campana. Cuenta con las siguientes oficinas:
- Cámara de apelación en lo civil, comercial y garantías en lo Penal con asiento en la ciudad de Campana
- Fiscalía General
- Defensoría General
- Fiscalías y Defensorías Descentralizadas con asiento en las ciudades de Escobar y Zarate
- Ayudantias Fiscales, con asiento en las ciudades de Maquinista Savio, Garin y Capilla del Señor
- Juzgado Civil y Comercial N.º 1 a cargo del Dr Enrique Torres, con asiento en la ciudad de Campana
- Juzgado Civil y Comercial N.º 2 a cargo del Dr. Humberto Takashima, con asiento en la ciudad de Zarate
- Juzgado Civil y Comercial N.º 3 a cargo del Dr. Daniel Araoz, con asiento en la ciudad de Campana
- Juzgado Civil y Comercial N.º 4 a cargo del Dr. Osvaldo Henricof, con asiento en la ciudad de Zarate
- Tribunal en lo criminal N.º 1
- Tribunal en lo criminal N.º 2
- Juzgado de garantías N.º 1
- Juzgado de garantías N.º 2
- Juzgado de garantías N.º 3 (Escobar)
- Juzgado de ejecución penal
- Juzgado en lo correccional N.º 1
- Juzgado en lo correccional N.º 2
- Juzgado de transición N.º 1
- Juzgado de transición N.º 2
- Tribunales de menores N.º 1 a cargo del Dr. Osvaldo La Porta, con asiento en la ciudad de Zarate
- Tribunales de menores N.º 2 a cargo del Dr. Daniel Telliz, con asiento en la ciudad de Campana
- Archivo departamental
- Registro público de comercio
- Receptoría general de expedientes
- Delegación de mantenimiento
- Delegación de la subsecretaría de administración
- Intendencia departamental
- Delegación de informática
- Biblioteca
- Oficina de asesoría pericial departamental
- Oficina de Mandamientos y Notificaciones en ambas localidades

Además:
- Juzgado de Paz de Escobar
- Juzgado de Paz de Exaltación de la Cruz